# Sinfonia n. 52 (Haydn)
La Sinfonia n. 52 in do minore di Franz Joseph Haydn fu composta per l'orchestra della corte Esterházy nel 1771 (o nel 1772) ed è stata definita da H.C. Robbins Landon "l'espressione definitiva dello Sturm und Drang nelle opere di Haydn".
Nell'organico strumentale sono previsti i tradizionali due corni dell'orchestra classica, uno dei quali - nei due movimenti esterni - è un corno in do alto i cui suoi suoni acuti rendono tesa e febbrile l'atmosfera dei due tempi veloci.
I due tempi centrali - l'andante ed il menuetto - sono di carattere più tranquillo e preparano il ritorno nel finale al "clima tempestoso" che rende questa una delle sinfonie più energiche e ricche di contrasti scritte da Haydn prima delle grandi ultime sinfonie londinesi.

## Discografia
- Philharmonia Hungarica, Antal Doráti, Decca 425926-2[3]